# Lee Lin Chin
Lee Lin Chin (kinesiska: 陳麗玲; pinyin: Chén Lìlíng), född i Jakarta i Indonesien, är en australisk tv-presentatör och journalist. Hon är främst känd från nätverket Special Broadcasting Service (SBS) och är nyhetsankare vid helgsändningarna av SBS World News. Hon har varit nyhetsankare och journalist i många år, och har på senare tid blivit mycket populär på sociala medier. År 2016 nominerades hon till en Gold Logie, vilket gör henne till den första personen från SBS att nomineras till prisutdelningen under stationens 36 år.

## Biografi
Lee Lin Chin föddes av kinesisiska föräldrar och växte upp i Singapore där hennes karriär inom media började på tv och radio 1968. Chin flyttade 1980 till Australien där hon började på SBS TV som översättare av kinesiskspråkiga filmer. Chin ville dock till tv-sändningarna och gick över till ABC Radio i både Newcastle och Darwin. År 1992 började Chin arbeta på SBS World News där hon stannat sedan dess och presenterar helgens nyheter.
Under Eurovision Song Contest 2015 var Chin Australiens röstningsavlämnare. Hon fick då meddela att den stora 12-poängaren från Australien gick till Sverige med Måns Zelmerlöw och hans bidrag "Heroes". Även vid 2016 års Eurovisionsfestival fick Chin meddela Australiens röstningsresultat.